# Ziwilsker Schwein
Das Ziwilsker Schwein (Russisch: Цивильская, Ziwilskaja) ist eine Schweinerasse aus Russland.

## Zuchtgeschichte
Die Rasse entstand, indem nahe der Stadt Ziwilsk in Tschuwaschien einheimische tschuwaschische Sauen mit Ebern der Rasse Large White gekreuzt wurden.

## Charakteristika
- Farbe weiß
- Kopf schwerer als bei den Large White mit breiter Stirn und leicht aufgewölbter, ziemlich langer Nase
- Ohren mittelgroß, nach vorne hängend
- Rücken gerade und eben
- Gewicht Sauen 229 kg, Eber 299 kg
- Zeit bis 100 kg: 196 Tage

Es existieren 11 Eberlinien und 21 Sauenfamilien.

## Vorkommen
Die Rasse wird vor allem in Tschuwaschien gehalten. 1980 existierten 35.600 Tiere.